# Lindenhof (Osterburg)
Lindenhof ist ein Wohnplatz im Ortsteil Meseberg der Hansestadt Osterburg (Altmark) im Landkreis Stendal in Sachsen-Anhalt.

## Geografie
Der Lindenhof liegt etwa einen Kilometer nordwestlich des Dorfes Meseberg am Rande des Mühlenberges.
Nachbarorte sind Kattwinkel im Westen, Berken im Norden, Wenddorf im Osten und Meseberg im Südosten.

## Geologie
Einige hundert Meter südöstlich des Hofes liegt die ehemalige Sandgrube Meseberg, ein Geotop. Seit Eindeichung der Elbe vor 600 Jahren hat sich die Geländeoberfläche bei Meseberg um 13 Meter gehoben. Ursache ist ein unterhalb von Meseberg, Lindenhof und Wenddorf liegender wachsender Salzstock aus dem Zechstein. Er erstreckt sich nach Nordwesten bis kurz vor Kattwinkel. Das sonst einige hundert Meter tief liegende Zechsteinsalz ist hier propfenförmig aufgestiegen und hat einen Salzstock gebildet und den Mühlenberg dadurch aus dem Untergrund emporgetrieben. In seinen oberen Bereichen ist er ausgelaugt. Die Rückstände bilden einen Gipshut.

## Geschichte
Auf dem Urmesstischblatt Nummer 1613 Seehausen von 1843 wird ein Linenhof erwähnt. An gleicher Stelle findet sich später der Hof Schüppler.
Der Ort ist 1873 auf dem Messtischblatt ohne Beschriftung verzeichnet. Ein Wohnplatz Schüppler wurde 1885 im Gemeindelexikon erwähnt,  so auch später. 1957 heißt der Ort dann Lindenhof.
Heute heißt ein Graben Schüpler. Er strömt östlich und nordöstlich vom Lindenhof vorbei an Berken nach Dobbrun. Ein Flurstück nördlich des Ortes heißt Langer Schülper.

### Einwohnerentwicklung
| Jahr      | 1885 | 1895 | 1905 |
| Einwohner | 09   | 13   | 11   |